# Les 18 Fugitives
Pour plus de détails, voir Fiche technique et Distribution.
Les 18 Fugitives (The Wanted 18) est un film documentaire d'animation canado-palestinien de 2014 co-réalisé par l'artiste visuel et réalisateur palestinien Amer Shomali et le cinéaste canadien Paul Cowan. Le film combine des interviews des personnes impliquées dans les événements, des images d'archives, des dessins, des animations en stop-motion en noir et blanc ainsi que des reconstitutions.
Le film est sélectionné comme entrée palestinienne pour l'Oscar du meilleur film en langue étrangère à la 88e cérémonie des Oscars qui s'est déroulée en 2016.
Une application (iOS/Android) tirée du film a été développée, permettant la traversée du matériel du documentaire sous un mode ludique.

## Synopsis
L'œuvre présente les efforts des Palestiniens habitant la ville et la région de Beit Sahour, en Cisjordanie, pour démarrer une petite industrie laitière locale au cours de la première Intifada, en cachant un troupeau de dix-huit vaches laitières aux forces de sécurité israéliennes qui considérait la production de laitages comme une menace pour la sécurité nationale d'Israël.

## Fiche technique
- Titre : Les 18 Fugitives
- Titre original : The Wanted 18
- Réalisation : Amer Shomali, Paul Cowan
- Scénario : Paul Cowan
- Musique : Benoît Charest
- Production : Ina Fichman, Nathalie Cloutier
  - Production d'impact : Julia Bacha
- Direction photo : Daniel Villeneuve, German Gutierrez
- Montage : Aube Foglia
- Preneur de son : Daniel Fontaine Bégin
- Monteur sonore : Sylvain Bellemare
- Pays de production :  Palestine,  Canada
- Genre : Documentaire, animation, stop motion
- Durée : 75 min 14 s
- Date de sortie : 12 septembre 2014 (Festival international du film de Toronto)

## Distribution
- Alison Darcy :
- Rosann Nerenberg :
- Holly O'Brien :

## Contexte
Dans les années 1980, dans l'optique de boycotter la taxation et la dépendance des matières premières israéliennes, les Palestiniens habitant Beit Sahour décident, dans une quête pour une plus grande autosuffisance, de former un collectif et de ne plus acheter du lait aux sociétés israéliennes. Ils achètent des vaches chez un kibboutznik sympathisant et dans le but d'apprendre à soigner les animaux et de les traire, ils envoient un de leurs membres aux États-Unis pour s'initier à l'élevage laitier. La ferme est un succès, suscitant une forte demande locale de « lait Intifada ». Cependant, le troupeau est déclaré « menace pour la sécurité nationale de l'État » et Israël tente de mettre les vaches en fourrière, forçant les Palestiniens à dissimuler les animaux afin de les garder.

## Prix et récompenses
- 2014 : Meilleur documentaire du monde arabe, Festival du film d'Abou Dabi[6]
- 2014 : Journées cinématographiques de Carthage : Tanit d'or de la compétition documentaire
- 2015 : Traverse City Film Festival : Meilleur documentaire
- 2016 : Cercle d’or Meilleur documentaire, Festival cinéma du monde de Sherbrooke